# Дрозоцин

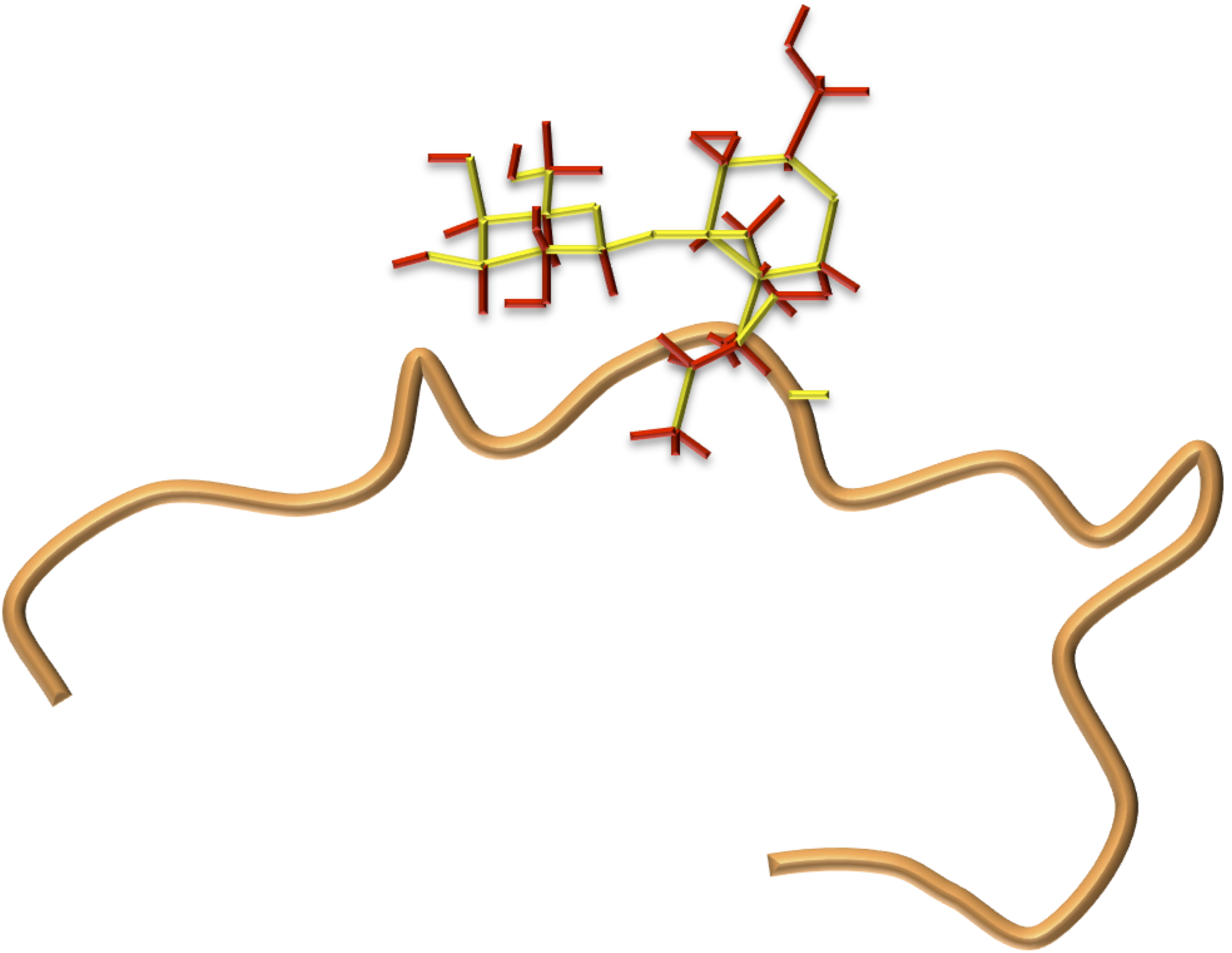
Дрозоцин D. melanogaster

Дрозоцин — антимікробний пептид довжиною 19 амінокислотних залишків, який уперше був виділений з плодової мушки Drosophila melanogaster, а пізніше було показано, що він присутній у всіх представників роду Drosophila. Дрозоцин регулюється сигнальним шляхом NF-κB Imd.
Ген Drosocin кодує два пептиди: пептид під такою ж назвою Drosocin та другий пептид під назвою Buletin.

## Будова та функції
Дрозоцин в основному активний проти грамнегативних бактерій. Він багатий на пролін, має пролін-аргінінові повтори, а також містить О-глікозильований треонін, який необхідний для антимікробної активності. Це О-глікозилювання може здійснюватися як моно-, так і дисахаридами, які мають різні спектри активності. Подібно до антимікробних пептидів пірокорицину і абаецину, дрозоцин зв’язується з бактеріальною DnaK, пригнічуючи клітинний механізм і реплікацію. Дія цих дрозоциноподібних пептидів посилюється за присутності пептидів, що формують пори в мембрані, — це полегшує надходження дрозоциноподібних пептидів до бактеріальної клітини. Пептиди, багаті на пролін, такі як дрозоцин, також можуть зв’язуватися з рибосомами мікробів, пригнічуючи трансляцію білка. За відсутності пороутворюючих пептидів споріднений з дрозоцином пірокорицин потрапляє до бактерій завдяки дії пермеаз захоплення. У Drosophila melanogaster дрозоцин особливо важливий для захисту мух від зараження бактеріями Enterobacter cloacae, що підтверджує попередні дослідження in vitro, які показали, що дрозоцин активний проти E. cloacae.
У мухи Drosophila neotestacea ген Drosocin унікальним чином кодує тандемні повтори зрілих пептидів дрозоцину між сайтами розщеплення. У результаті один білок подрібнюється на кілька пептидів дрозоцину. Ця структура тандемних повторів також виявлена у випадку антимікробного пептиду апідецину медоносних бджіл і вважається еволюційним механізмом збільшення швидкості імунної відповіді та виробництва таких пептидів.

## Молекулярна структура
Структура дрозоцину D. melanogaster: GKPRPYSPRPTSHPRPIRV
Виділений жирним шрифтом залишок треоніну діє як сайт для O-глікозилювання, який також міститься в антимікробних пептидах абаецині та пірокорицині. Підкреслені мотиви PRP є ключовими для зв’язування таких пептидів з білками DnaK бактерій.

## Додаткова інформація
Drosocin_UniProtKB
Drosocin